# リォ・コクマン
リォ・コクマン（繁体字：廖 國敏、Lio Kuokman、1981年6月6日 -）またはリウ・クォクマンは、マカオ出身の指揮者、ピアニスト。

## 概要
マカオ出身。香港演芸学院、ジュリアード音楽院、カーティス音楽院、ニューイングランド音楽院の各学校でピアノと指揮を修得。マカオ室内楽協会の創設メンバーで、同協会の代表を務める。スロヴェニア放送交響楽団の首席指揮者、マカオ管弦楽団の音楽監督兼首席指揮者、香港フィルハーモニー管弦楽団の常任指揮者、マカオ国際音楽祭のプログラミング・ディレクターの任に当たる。